# Municipio de Roscoe (Misuri)
El municipio de Roscoe (en inglés: Roscoe Township) es un municipio ubicado en el condado de St. Clair en el estado estadounidense de Misuri. En el año 2010 tenía una población de 570 habitantes y una densidad poblacional de 3,36 personas por km².

## Geografía
El municipio de Roscoe se encuentra ubicado en las coordenadas 37°56′30″N 93°49′22″O / 37.94167, -93.82278. Según la Oficina del Censo de los Estados Unidos, el municipio tiene una superficie total de 169.42 km², de la cual 162,81 km² corresponden a tierra firme y (3,9 %) 6,6 km² es agua.

## Demografía
Según el censo de 2010, había 570 personas residiendo en el municipio de Roscoe. La densidad de población era de 3,36 hab./km². De los 570 habitantes, el municipio de Roscoe estaba compuesto por el 97,19 % blancos, el 0,35 % eran afroamericanos, el 0,18 % eran amerindios, el 0,18 % eran de otras razas y el 2,11 % eran de una mezcla de razas. Del total de la población el 0,88 % eran hispanos o latinos de cualquier raza.